# 短命の百合達
『短命の百合達』（たんめいのゆりたち）は、 1994年7月6日にリリースされた黒夢がメジャーデビュー以来初の映像作品である。

## 概要
- 黒夢の活動停止後、ジャケットが白地に文字が書かれているだけのデザインに変更され、再発売された。
- 1994年に行ったツアーMore Deep Under Tour 1994～「地獄の底の悲哀情」で東京中野サンプラザホールに収録された。
- エンディングにはデビュー曲である「for dear」のビデオクリップのアナザーヴァージョンが収録されている。
- 初回版にはポストカードと清春のメッセージカードが封入されている。

## 収録曲 (VHS・再発売版)
1. 短命の百合達
2. 棘
3. neo nude
4. IN SKY
5. aimed at blade you
6. autism-自閉症-
7. 意志薄弱 ～九歳の薄弱～
8. & Die
9. romancia
10. UNDER...
11. for dear [another edit]

## DVDの収録曲
1. 棘
2. neo nude
3. IN SKY
4. aimed at blade you
5. 意志薄弱 ～九歳の薄弱～
6. & Die
7. romancia
8. UNDER...
9. for dear [another edit]